# Indiana Jones
Indiana Jones, właściwie dr Henry Walton Jones Jr.; zdrob. Indy – postać fikcyjna, główny bohater serii filmów fabularnych, wykreowany przez scenarzystę George’a Lucasa. Indiana Jones jest archeologiem i poszukiwaczem przygód, a jego atrybutami są: fedora, bicz, skórzana kurtka i rewolwer, dzięki którym stał się postacią rozpoznawalną na całym świecie. Indiana Jones pojawił się dotychczas w pięciu pełnometrażowych filmach (z których cztery wyreżyserował Steven Spielberg, a reżyserem piątego był James Mangold), gdzie w rolę tytułową wcielił się amerykański aktor, Harrison Ford.
Duża popularność filmu znalazła odzwierciedlenie w wyniku finansowym, gdyż na całym świecie filmy te zarobiły w sumie niemal 1,2 mld dolarów. Wielkość ta jest znacznie wyższa po uwzględnieniu inflacji. W latach, w których wydane zostały poprzednie części Indiany Jonesa, bilety były znacznie tańsze (średnie ceny biletów: 1981 – 2,78 USD, 1984 – 3,36 USD, 1989 – 3,97 USD), podczas gdy dziś średnia cena wynosi ponad 7 dolarów amerykańskich. Biorąc pod uwagę te dane, najpopularniejszym filmem o Indianie Jonesie pozostaje pierwsza część, a łącznie cztery części Indiany Jonesa przyniosły przychód, w cenach bieżących, ponad 3,3 mld USD.
Na status dzieł kultowych tej serii złożyło się kilka czynników: nośna fabuła, wartka akcja, muzyka Johna Williamsa, efekty specjalne, humor, wysoki poziom gry aktorskiej i powiew świeżości – bowiem kino awanturnicze nie przybrało wcześniej tak nośnej formy. Filmy o Indianie Jonesie zdobyły w sumie 7 Oscarów.
Po latach nakręcono serial telewizyjny złożony z 44 odcinków, pt. Kroniki młodego Indiany Jonesa (1992), gdzie w rolę Indy’ego wcielili się Corey Carrier, Sean Patrick Flanery i George Hall. Na bazie tego serialu wydano później serię 22 filmów Przygody młodego Indiany Jonesa, z których część trafiła na rynek kina domowego, część wyłącznie do telewizji. Posłużono się tą numeracją dodatkowo w momencie wydania trzech oryginalnych części Indiany Jonesa na kasetach VHS i wpisano je w jedną serię o nazwie Wielka Księga Przygód Indiany Jonesa. Dzięki temu klasyczne epizody zaczęły być traktowane jako części 23, 24 i 25, później jednak zrezygnowano z tej numeracji.  W latach 2007–2008 wypuszczono na DVD wszystkie 22 części Przygód młodego Indiany Jonesa w formie 3 boksów podzielonych na 3 okresy z życia Indiany Jonesa: The Early Years (Wczesne lata), The War Years (Lata wojenne) i The Years of Change (Lata zmian).
Na rynku dostępne są też książki, komiksy i gry komputerowe traktujące o przygodach Jonesa.
22 maja 2008 roku do kin wszedł film Indiana Jones i Królestwo Kryształowej Czaszki, którego akcja toczy się 19 lat po wydarzeniach z Ostatniej krucjaty.
30 czerwca 2023 roku miała miejsca premiera piątego filmu z serii – Indiana Jones i artefakt przeznaczenia, którego akcja usytuowana jest 12 lat po wydarzeniach z Królestwa Kryształowej Czaszki.

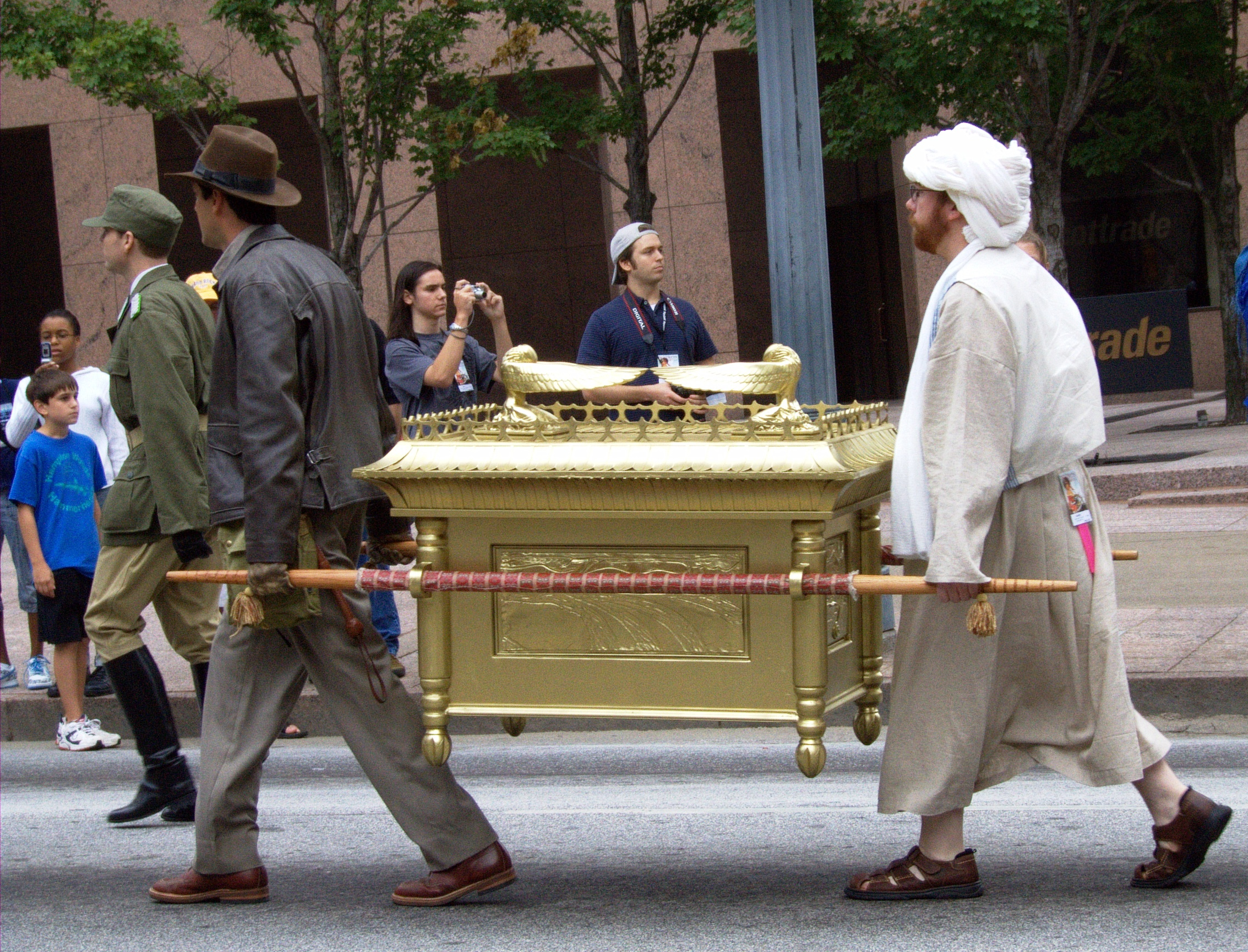
Indiana Jones (z lewej) niosący arkę podczas parady DragonCon 2006

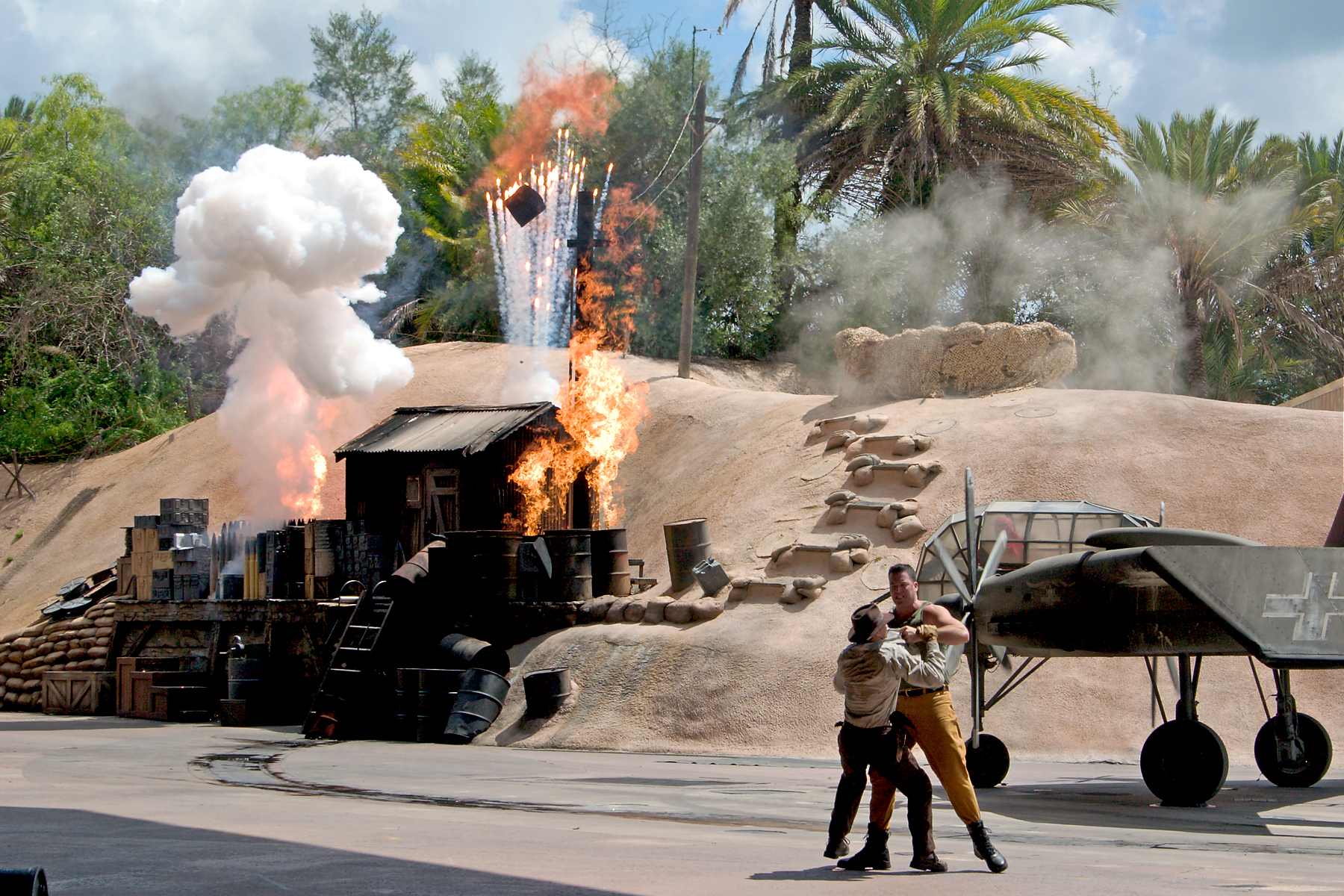
Efekty specjalne na planie filmu

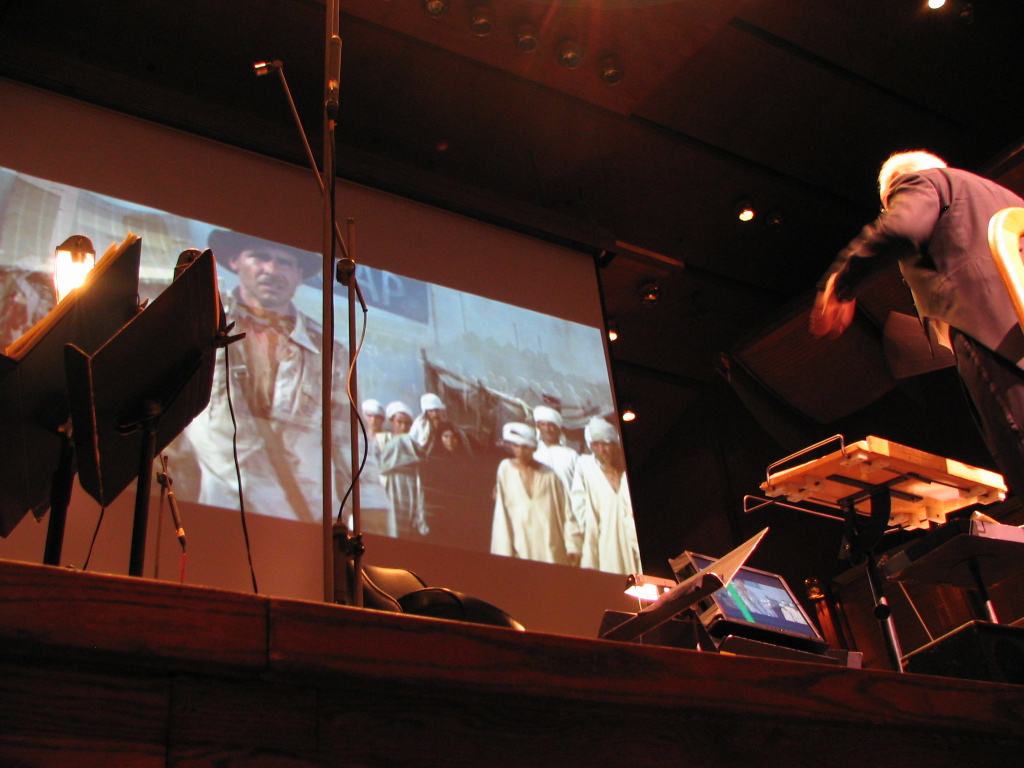
Nagrywanie podkładu muzycznego do filmu Poszukiwacze zaginionej Arki – dyryguje autor muzyki John Williams, w tle kadr z filmu

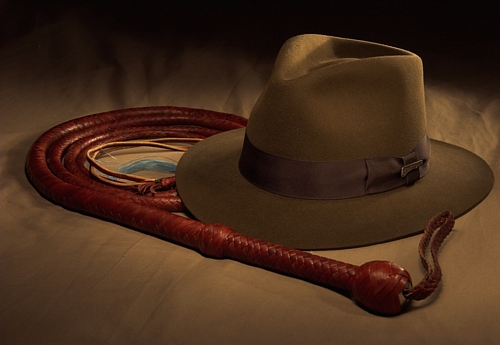
Atrybuty Indiany Jonesa: kapelusz fedora i bicz

## Filmy
Indiana Jones przedstawiony został publiczności w 1981 roku w Poszukiwaczach Zaginionej Arki, którego akcja toczyła się w roku 1936. Fabuła filmu dotyczyła poszukiwań Arki Przymierza, która wedle legendy zawierać miała w sobie mistyczną moc. Archeolog musiał przeszkodzić nazistom, którzy chcieli tę moc wykorzystać.
Trzy lata później (1984) światło ujrzał prequel Indiana Jones i Świątynia Zagłady, którego akcja toczyła się rok przed wydarzeniami z pierwszej części, w 1935 roku. W stosunku do pierwowzoru fabuła była bardziej zbliżona do horroru. W tej części Indiana Jones próbuje zapobiec rozprzestrzenianiu się niebezpiecznej sekty wyznawców bogini Kali.
Akcja trzeciego filmu, Indiana Jones i ostatnia krucjata, nakręconego w roku 1989, rozgrywa się w roku 1938. Wracają w nim postaci znane z poprzednich fabuł, m.in. Sallah czy Marcus Brody i odwiedzane są znane już lokalizacje (Barnett College). Pojawia się też postać dra Henry’ego Jonesa Sr, ojca Indy’ego. Fabuła, zawierająca także genesis Jonesa (m.in. dlaczego boi się węży), opiera się na pokrzyżowaniu planów nazistów chcących odszukać Św. Graala, kielich, z którego miał pić Jezus Chrystus podczas Ostatniej Wieczerzy.
Po osiemnastu latach od produkcji trzeciej części cyklu producenci ponownie zrealizowali film Indiana Jones i Królestwo Kryształowej Czaszki, którego akcja toczy się w roku 1957. Tym razem przeciwnikami Indy’ego są Sowieci, którymi dowodzi Irina Spalko. Akcja filmu rozgrywa się w Stanach Zjednoczonych, Meksyku, Peru i w Brazylii.
30 czerwca 2023 roku miała miejsce premiera piątego filmu z cyklu przygód Indiany Jonesa - Indiana Jones i artefakt przeznaczenia, którego akcja osadzona jest w 1969 roku. Głównym przeciwnikiem Indy'ego jest Jürgen Voller, były nazista pracujący nad programem kosmicznym NASA.

## Serial
W latach 1992–1996 George Lucas stworzył serial Kroniki młodego Indiany Jonesa (ang. The Young Indiana Jones Chronicles), który miał być programem edukacyjnym dla dzieci, przedstawiającym historyczne postaci i ważne wydarzenia. Program przedstawiał sprawdzoną formę – 93-letni Indiana Jones (George Hall) przedstawiał historię ze swojej młodości. Widzowie mogli więc zobaczyć Indianę Jonesa w wieku 8–10 lat (Corey Carrier) oraz 16–23 (Sean Patrick Flanery). W serialu wystąpił także gościnnie Harrison Ford jako Indiana Jones w wieku lat 50.

## Książki według autorów
W nawiasach podano datę pierwszego polskiego wydania.

### Campbell Black
- Indiana Jones i poszukiwacze zaginionej Arki w Indiana Jones powraca (2008)

### Martin Caidin
- Indiana Jones i Biała Wiedźma (1998)
- Indiana Jones i powietrzni piraci (1999)

### James Kahn
- Indiana Jones i Świątynia Przeznaczenia (1991), także jako Indiana Jones i świątynia zagłady w Indiana Jones powraca (2008)

### William McCay
- Młody Indiana Jones i skarb plantacji (1992)
- Młody Indiana Jones i krąg śmierci (1992)

### Max McCoy
- Indiana Jones i tajemnica dinozaura (1998)
- Indiana Jones i kamień filozoficzny (1999)
- Indiana Jones i pusta ziemia (1999)
- Indiana Jones i tajemnica Sfinksa (2000)

### Rob MacGregor
- Indiana Jones i taniec olbrzymów (1993)
- Indiana Jones i delfijska pułapka (1993)
- Indiana Jones i świat wewnętrzny (1994)
- Indiana Jones i siedem zasłon (1994)
- Indiana Jones i geneza potopu (1994)
- Indiana Jones i dziedzictwo jednorożca (1998)
- Indiana Jones i ostatnia krucjata w Indiana Jones powraca (2008)

### Les Martin
- Młody Indiana Jones i grobowiec strachu (1992)
- Młody Indiana Jones i tajemnicze miasto (1992)

### James Rollins
- Indiana Jones i Królestwo Kryształowej Czaszki (2008)

## Gry
Indiana Jones wystąpił także w oficjalnych grach komputerowych, poczynając od adaptacji Poszukiwaczy zaginionej Arki, Świątyni Zagłady oraz dwóch gier Indiana Jones i ostatnia krucjata – jedna była grą przygodową, druga zaś grą akcji.
Następnie zostały wydane gry z własną fabułą – Indiana Jones and the Fate of Atlantis (1992), Indiana Jones and His Desktop Adventures (1996), Indiana Jones and the Infernal Machine (1999) oraz Indiana Jones and the Emperor’s Tomb (2003). Gry te zostały wyprodukowane przez firmę LucasArts. Powstały także gry komediowe studia Traveller’s Tales – Lego Indiana Jones: The Original Adventures (2008) i Lego Indiana Jones 2: The Adventure Continues (2009), które przedstawiają filmowe wydarzenia z bohaterami z klocków Lego.
Oprócz tego ukazała się gra Indiana Jones and the Staff of Kings (po polsku Indiana Jones i berło królów), a jej premiera miała miejsce w 2009 roku.
Kolejna produkcja wydana została w grudniu 2024 roku na konsolach Xbox Series X/S i PC – Indiana Jones i Wielki Krąg (Indiana Jones and the Great Circle) stworzona przez szwedzkie studio MachineGames. Wersję gry na PlayStation 5 zapowiedziano na wiosnę 2025 roku.

## Filmografia serii
- Poszukiwacze zaginionej Arki – Raiders of the Lost Ark, 12 czerwca 1981
- Indiana Jones i Świątynia Zagłady – Indiana Jones and the Temple of Doom, 23 maja 1984
- Indiana Jones i ostatnia krucjata – Indiana Jones and the Last Crusade, 24 maja 1989
- Indiana Jones i Królestwo Kryształowej Czaszki – Indiana Jones and the Kingdom of the Crystal Skull, 22 maja 2008
- Indiana Jones i artefakt przeznaczenia – Indiana Jones and the Dial of Destiny, 30 czerwca 2023
- Kroniki młodego Indiany Jonesa – The Young Indiana Jones Chronicles, 1992-1996
- Przygody młodego Indiany Jonesa – The Adventures of Young Indiana Jones, 1999